# Зміїв
Змі́їв — місто в Харківській області, входить в Чугуївський район, розташований на річці Сіверський Донець. Населення на 2025 рік становить 14,9 тисяч.
У 1976–1990 місто мало назву Готвальд на честь чехословацького комуніста і політика Клемента Ґотвальда.

## Географія
Місто Зміїв розташоване на правому березі річки Сіверський Донець у місці впадання в неї річки Мжа, яка ділить місто на дві частини. На протилежному березі річки Сіверський Донець розташовані села Задонецьке і Камплиця. До міста прилягають населені пункти Зідьки, Бутівка, Вирішальний, Левківка, Чемужівка. Великий залізничний вузол, станція Зміїв, через місто проходить автомобільна дорога Р78.
Відстань від Змієва до Харкова — 40 км.

## Символіка
Нинішній герб Змієва має більш ніж 220-річну історію. Герб міста другої половини XVIII століття, 1803 року та сучасний — є промовистим: на ньому зображено змія із золотою короною на голові.
21 вересня 1781 року герб міста не було офіційно затверджено Сенатом Російської імперії та Катериною II в один день з усіма гербами повітових міст і губернського центру Харківського та Воронезького намісництв, бо Зміїв не був тоді повітовим містом.
Герб «старий», тобто історичний, і складений задовго до затвердження. Відмінною особливістю «старих» гербів було єдине поле щита — з гербом самого міста (без герба намісництва/губернського центру у верхній частині). Офіційно його затверджено 21 вересня 1803 року особисто імператором Олександром I.
У червоному полі герба зображений «золотий змій, що звивається вгору, а на голову одягнена корона», що показує промовисто саме ім'я міста, а також достаток змій в околицях.
1863 року К. Кене склав проект герба Змієва: На червленому щиті золотий змій, що звивається у стовп; у вільній частині щита герб Харківської губернії; щит увінчаний срібною баштовою короною та оточений золотими колосками, з'єднаними Олександрівською стрічкою.
На гербі міста XVIII століття художник зобразив змія, що повзе, на відміну від герба початку XIX століття, де зображено змія, що стоїть. Сучасний герб затверджено міською радою у 1990-х. На ньому, як і на гербі початку 19 століття, зображено змія, що стоїть.

## Походження назви
Існує мінімум п'ять топонімічних версій походження назви «Змієв»:
1. У густих лісах та непрохідних болотах, що оточували місто, мешкав крилатий багатоголовий Змій, відомий за переказами, як Змій Горинич;
2. Річка, що впадає у Мож, була звивистою та нагадувала змію, що також могло дати назву городищу;
3. Величезна кількість плазунів, що водилися на цій болотистій території з густими лісами, давало привід для назви місцевості «Змієві»;
4. На думку історика Омеляна Пріцака назва походить від слов'янського перекладу імені половецького хана Шарукана[4]; його резиденцію Шарукань, що розташовувалася неподалік від нинішнього Змієва називали «містом Змія»[5].
5. Назва походить від так званих «Змієвих валів» — залишків стародавніх оборонних будівель, створених до Київської Русі і призначених, за припущеннями, для захисту від набігів степовиків. Загальна протяжність різних систем валів від Карпат до Дону — кілька тисяч кілометрів. У районі Змієва по деяких валах прокладені транспортні магістралі.

## Археологія
- Поселення бондарихинське. IX—VII сторіччя до Р. Х.; площа 500×100 м; досліджувалося Пузаковим Є. В. у 1957 році;
- Поселення черняхівське. II—V сторіччя по Р. Х.; площа 500×100 м; досліджувалося Олександром Федоровським у 1927 році;
- У 2018 р. розкопані підземелля XI і XVII ст.[6]

## Історія

### До заснування
За давньою легендою у цій місцевості жив Змій, дракон чи динозавр за сучасною термінологією.
Найдавніше поселення датується I тис до Р. Х.
Тут були скити (скіфи), сармати, готи, гуни, алани, авари, половці, печеніги, татари, і слов'яни.
Ігор Святославич, Новгород-Сіверський князь, вів війни з половцями, заснував у 1180–1185 роках на Діньці в усті річки Мож (або Мжи) Змієво городище.

### Заснування

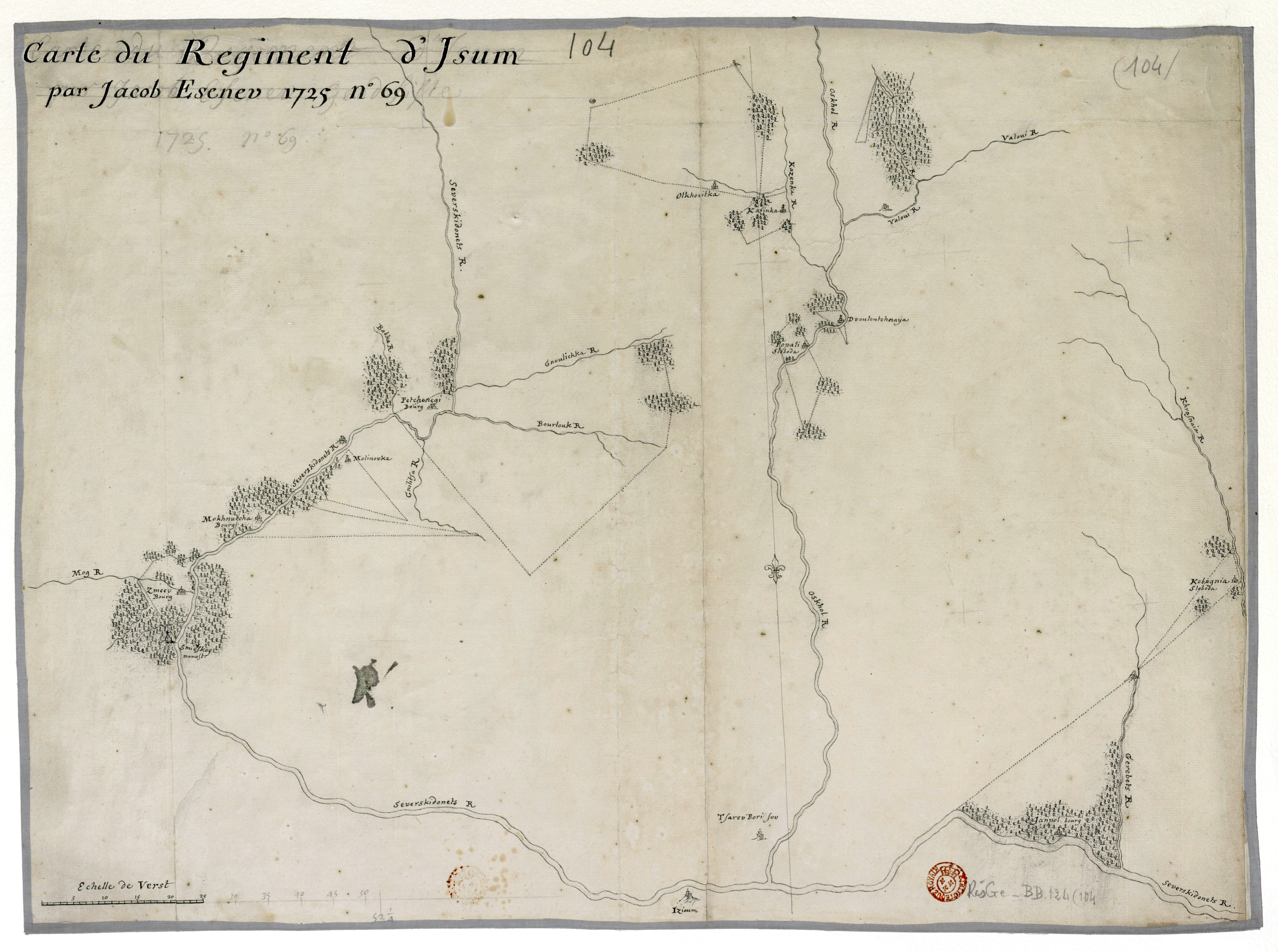
Зміїв на мапі Ізюмського козацького полку (геодезист Якіа Єсенєв), 1725 рік.

На початку 17 століття навколишні землі були пограниччям Московії. Тому на землях Харківщини виникають російські застави та укріплення. Одним із них стало і Зміївське укріплення. Вже у «Книзі Великому Кресленню» (1627 року) написало 
|  | … а ниже Мжа на Дінцю, з Кримської сторони, Змієво городище, а Змієв курган тож от Мжа версти з 2-і |

.
Нова хвиля заселення земель Дикого поля, і зокрема, земель Слобожанщини, припадає на 1630-50-і роки, коли тисячі українців після невдалих повстань проти польської влади були змушені тікати від розправи.
1640 рік — офіційна дата заснування міста. Але того ж року татари захопили місто, яке відбили козаки Кіндратія Сулими.
У 1650-ті роки — південніше Змієва з'явився Зміївський Миколаївський козачий монастир, що був замком старих, поранених й інших козаків; вважається що монастир був скарбницею; він мав 6000 десятин землі і чисельні споруди (перелік у документах займає декілька сторінок).
1656 року у місто призначений московським царем воєвода — Яков Хитрово.
Наприкінці XVII століття Зміїв вже був достатньо великим поселенням, який оточували посади — Замостя, Зьєдьки (сучасні Зідьки), Піски. І якщо деякий час він входив до складу Чугуївського повіту, то з 1657 р. сам став повітовим містом — центром Зміївського повіту. Джерела згадують також про озброєння місцевої фортеці: у 1668 р. вона мала 7 великих чавунних гармат, 290 ядер і багато пороху, при цьому її оточували 2 вали і створювалася система підземних ходів.
У 1688, 1692 та 1736 роках на місто було здійснено татарські напади.
Перебування слобожанських поселень під владою російського царя і сильний гніт з боку церкви та козацької старшини не найкращим чином відбивалися на настроях волелюбних поселенців. Так, 1668 року у ряді міст і містечок Слобожанщини спалахнуло повстання, яке очолив Іван Сірко. Під час бойових дій проти урядових військ повсталі спалили Зміїв. У декількох сутичках повсталі були розбиті, багато втекли на Правобережжя.
Через 2 роки, 1670 року, деякі міста Слобожанщини підтримали повсталих під керівництвом Степана Разіна, зокрема, тут діяли загони запорізьких та донських козаків, якими командував сподвижник Разіна — Олексій Хромий. А Зміїв став центром повстання на тутешніх землях. Після того, як царським військам вдалася придушити бунт, на місцевих дорогах були повішені кілька десятків людей.
1691 року татари зруйнували місто.

### XVIII— початок XX століття

Зміїв на мапі 1864 року

З 1736 року набіги татар припинилися за свідченням харківського полковника Квітки.
Майнові статки населення на 1765 рік можна характеризувати за допомогою відомості Зміївського військового правління про майновий стан жителів Змієва:
- Майнових — 85 осіб (5,2 %);
- Середніх — 335 (20,5 %);
- Мізерних — 1030 (63 %);
- Бідних — 184 (11,3 %).

1788 року Зміївський монастир було зруйновано за наказом Катерини II.
У 1861 році мешкало 4105 осіб, налічувалось 582 будинки (6 мурованих), існували 3 православні церкви, 11 крамниць, 129 ремісників (переважно бондарі), міський банк, поштова станція, 2 кожум'яцькі, 7 салотопних заводів.
За даними на 1864 рік у Змієві мешкало 3524 особи (1887 чоловічої статі та 1637 — жіночої), налічувалось 704 дворові господарства, існували 2 православні церкви, повітове училище, лікарня, поштова станція, 3 кожум'яцькі, салотопний та олійний заводи, відбувалось 4 щорічні ярмарки та базари 2 на тиждень.
У результаті погіршення умов життя кількість населення Змієва вперше за останні 100—120 років стало зменшуватися: 1861 — 4105 осіб, 1863 р. — 3771, 1864 р. — 3524. Багато йшли на заробітки, переїжджали в сусідній Харків, який став великим промисловим центром.
Після земельної реформи інтенсивно розвиваються промисли і ремесла: борошномельний, винокурний, шкіряний і т. д. У 1865 р. в місті проживало 159 ремісників, деякі з яких мали найманих робітників і учнів. Зміївці мали можливість купити товари у 15 магазинах, а також на 4 щорічних ярмарках.
Розвивається місцева промисловість: у 1892 р. була відкрита паперова фабрика, а через 7 років діяло вже 6 підприємств. Обгортковий папір на фабриці в той час виготовляли з соломи, яку доставляли місцеві селяни за досить символічну плату. Використовувані технології на всіх підприємствах були застарілими і примітивними, майже всі операції виконувалися вручну, робочий день тривав до 12 годин.
На початку XX століття у 4 зміївських навчальних закладах (одним з яких було ремісниче училище) навчалося близько 500 дітей, причому відсоток учнів дітей нижчих верств суспільства не перевищував 7 %. При цьому у 1909 р. все населення міста і навколишніх сіл обслуговувалося лише 2 лікарями та 5 фельдшерами.
Станом на 1914 рік кількість мешканців зросла до 6543 осіб. У роки Першої світової війни відбувалося збіднення і розорення селян, пов'язані з масовими мобілізаціями і браком робочої сили.

### Визвольні змагання

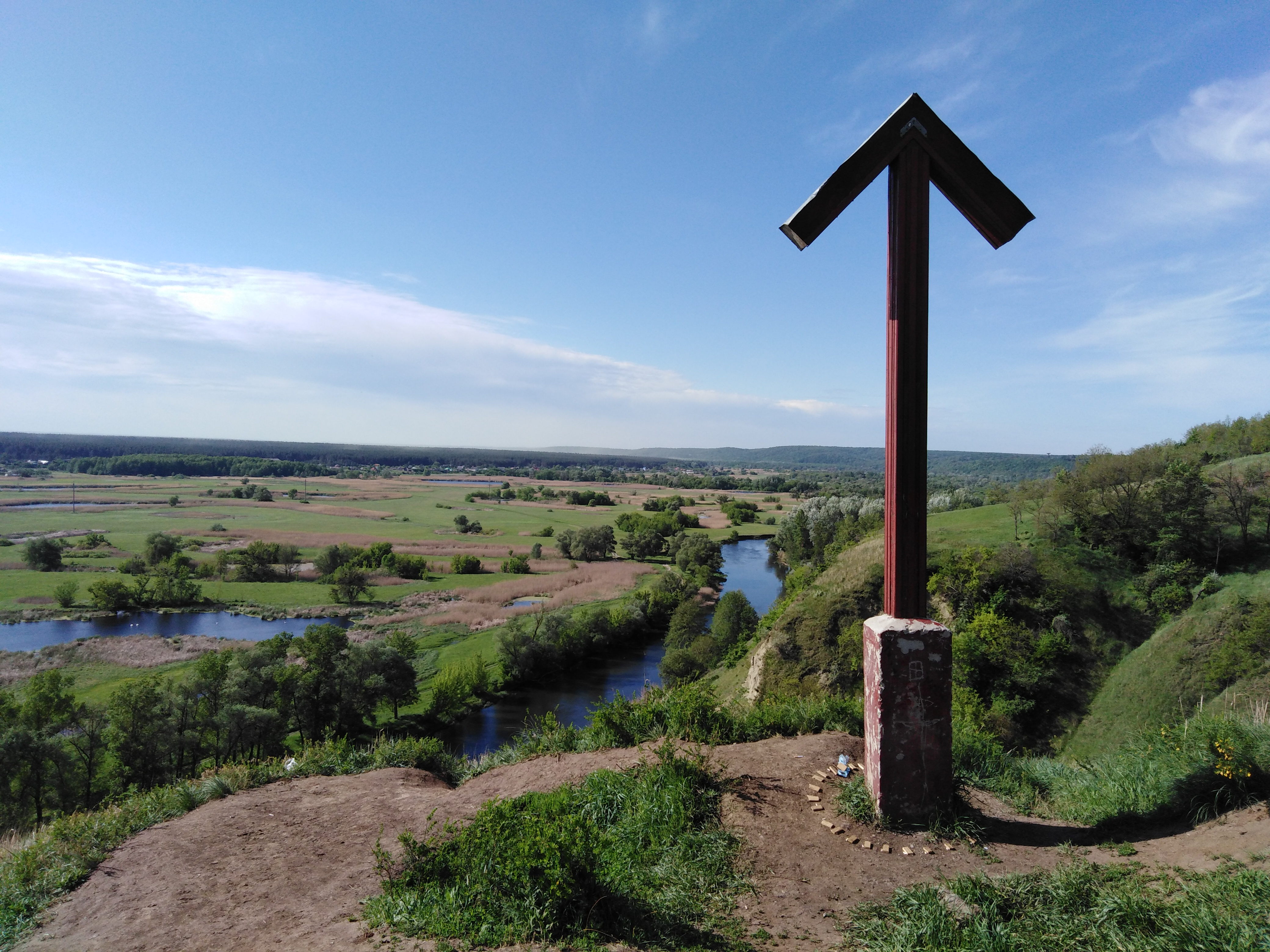
Зміївські кручі (високі береги річки Сіверський Донець), улюблене місце відпочинку зміївчан.

Новини про падіння самодержавства через близькість Харкова дійшли Змієва дуже швидко, у повіті почалася боротьба за владу між прибічниками різних політичних течій. Восени 1917 року прихильники радянської влади (більшовики, ліві есери, комуністи-боротьбисти та ін.) фактично встановили свій режим. Але вже у листопаді-грудні 1917 року влада перейшла до рук Української Центральної Ради.
20 січня 1918 було проголошено встановлення «радянської влади» у повіті. Після вигнання більшовиків з квітня по грудень цього року ця місцевість була підконтрольна гетьману П. Скоропадському і військовій адміністрації німецького командування. Наприкінці листопада 1918 року розпочинаються антигетьманське повстання Директорії УНР. Услід за цим почались бойові дії радянських військ проти українських національних сил (Друга радянсько-українська війна). Після встановлення «радянської влади» почалася боротьба з інакомисленням (т. зв. «червоний терор») і паралельно вживалися заходи щодо зміцнення свого впливу, включаючи такі суперечливі методи, як продрозкладка і примусова мобілізація до Червоної Армії.
Наприкінці травня 1919 року контрнаступ Добровольчої армії на Донбасі переріс у наступ на Москву, в ході якого 20 червня Зміїв зайняли війська А. І. Денікіна (Збройні сили Півдня Росії). Однак після вирішальної Орловсько-Кромської битви (вересень-жовтень 1919 року) прибічники Білого руху були розгромлені і вже наприкінці грудня на Зміївщині було відновлено «радянську владу».

### Міжвоєнний період
У березні 1923 року було створено Зміївський район. У цей період динамічно розвивається економіка регіону: будуються нові підприємства, запускається невелика електростанція (1926 р. кількість електроламп на місто становило приблизно 260 штук). У цей період 42 % населення були зайняті в сільському господарстві, і лише 14 % — у промисловості.
1928 року Зміїв став селищем міського типу.
У 1930-ті роки Зміївщину, як і весь Радянський Союз, охоплює індустріалізація і колективізація. Наприкінці 30-х років у Змієві працювала 10-річна, дві семирічні і початкова школа, загальне число учнів досягало 2 тисяч осіб. Працював Будинок культури, 2 клуби, міська бібліотека. Для боротьби з хворобами і загального оздоровлення населення теж зробили чимало: працювала Зміївська лікарня, поліклініка, пологовий будинок, аптеки, тубдиспансер, санстанція.

### Голодомор та репресії
Встановлено, що голод 1932—1933 рр. охопив лише села, що підтверджує міцний зв'язок голодомору з колективізацією. «Ми розпитували старих, батьків про 1932—1933 рр. І моя мама теж все своє життя трудилася на фабриці. Кажуть, що як почалися труднощі, відразу фабрика завела своє підсобне господарство, створили запас продуктів на зиму. І тоді людям видавали потроху, підтримували робітників, їх сім'ї, пенсіонерів…»
Загалом, підвищена смертність по Зміївському районі простежується з 1929 по 1933 рр. Пік смертності населення району припав на 1931 та 1932 рр. Внаслідок геноциду українського народу, проведеного урядом СРСР в 1932—1933 роках, кількість встановлених жертв у Змієві та Замості — 559 людей.
Додаток до протоколу засідання бюро Київського обкому Комуністичної партії України, 22 лютого 1933 р. (англійський переклад Бібліотеки Конгресу) «Про усунення продовольчого дефіциту в колгоспах, районах гострого недоїдання» дає розуміння про різнобічні заходи влади, задля ліквідації наслідків голоду. Але такого роду документи були прийняті запізно.

### Друга світова війна

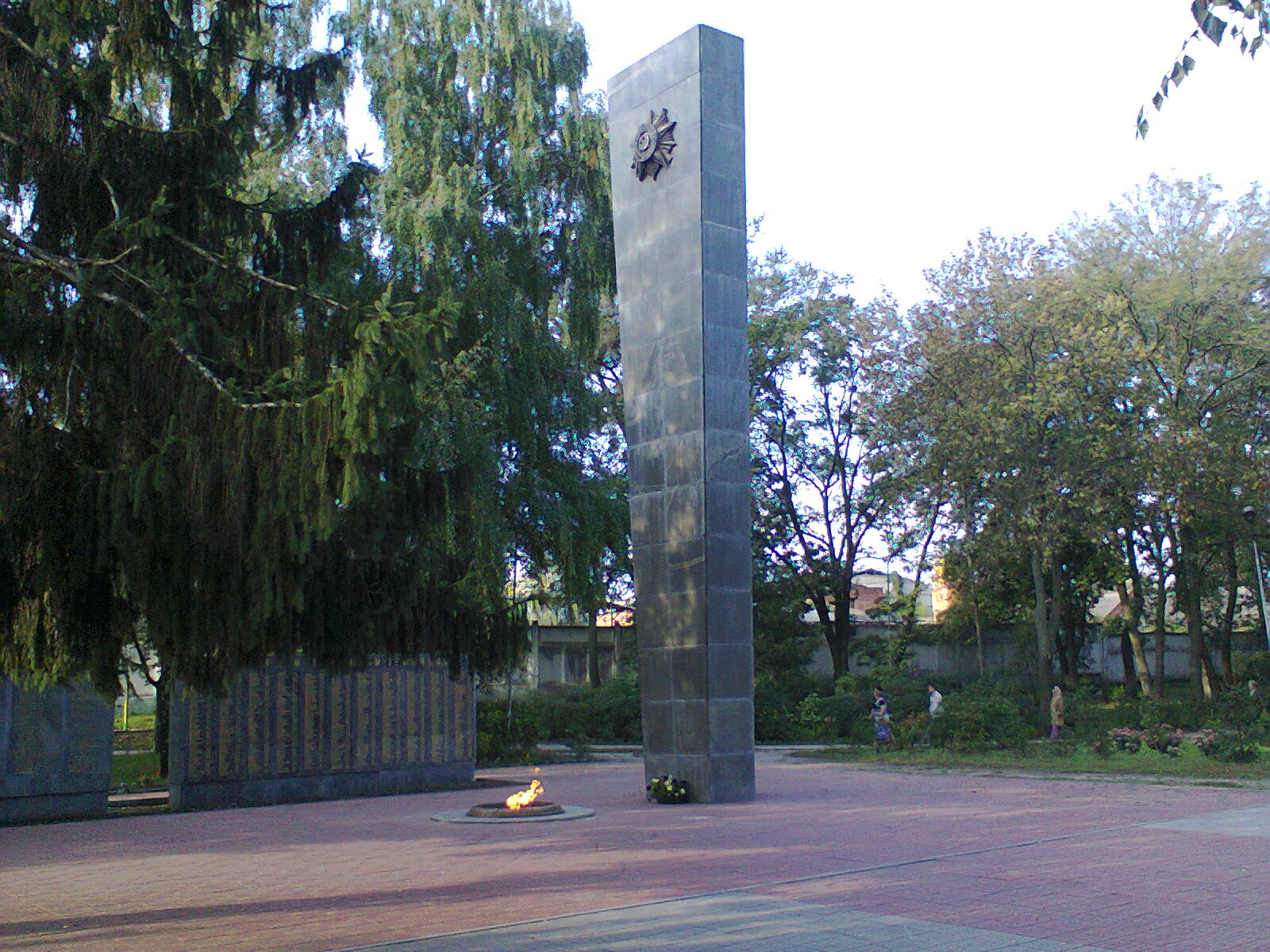
Братська могила солдат, що загинули в бою за місто Зміїв під час Другої світової війни

Сотні місцевих жителів призвані в Червону армію. 22 жовтня 1941-го німецькі війська ввійшли до Змієва. У цей час були сформовані 2 партизанські (радянські) загони — під командуванням Я. А. Брехунця (близько 70 осіб) та І. С. Любченка (більше 80 осіб). Радянські партизани проводили: масове розповсюдження листівок, зрив військових постачань німецької армії, ліквідацію патрулів і т. д. Ці загони були розгромлені німцями 1942 року.
Навесні 1943 року розгорнулися бої за Харків і Слобожанщину. Лише через півроку Зміїв зайняли радянські війська — 18 серпня 1943 року. Прізвища сотень воїнів, загиблих у цих боях, вписані на пам'ятні стели, розташовані в центральному парку, поруч з вічним вогнем.
На фронтах загинули близько 1000 жителів міста, понад 1900 — нагороджені орденами і медалями. Загинули приблизно 1170 мирних жителів.

### Післявоєнний період

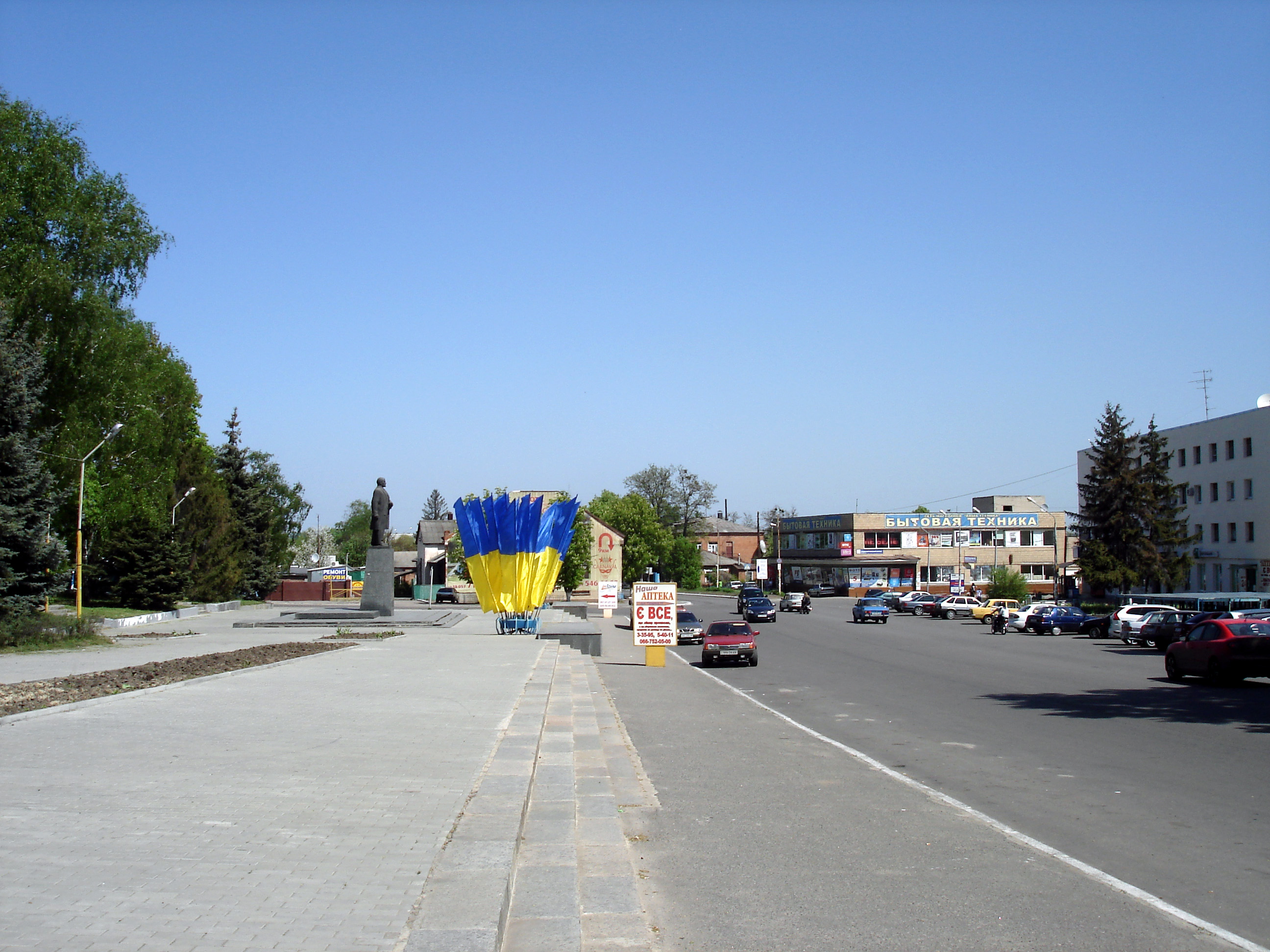
м. Зміїв. Центр міста. Соборний майдан та вул. Гагаріна

22 грудня 1948 Зміїв було віднесено до категорії міст. До цього часу були побудовані нові житлові будинки, вперше багато вулиць були заасфальтовані, облаштовувалися площі, місця відпочинку. До Зміївської міської ради приєднувалася частина території ліквідованої Замостянської селищної ради та територія паперової фабрики, яка була підпорядкована Зідьківській селищній раді.
1960 року було відкрито одну з найбільших у країні на той час Зміївську ГРЕС.
У 1960-ті роки Зміїв забудовується масивами 2-3-поверхових житлових будинків, відкриваються готель, універмаг, будинок побуту (в центрі міста, на Радянській площі). Місто і район поступово газифіковані за рахунок відкритого Шебелинського родовища природного газу, розташованого в сусідньому районі — Балаклійському.
За період «застою» відбулось розширення населеного пункту за рахунок багатоповерхових житлових мікрорайонів.
9 травня 1972 було відкрито обеліск загиблим під час війни воїнам. На території західного мікрорайону м. Змієва був споруджений обеліск землякам-афганцям, які не повернулися.
Однією з помітних подій на початку 1980-років стало відкриття на вулиці Широнінців нової будівлі школи № 1. Наприкінці 80-х років починається робота зі створення Зміївського районного історико-краєзнавчого музею, який був відкритий 11 лютого 1991.

## Населення

### Національний склад
Національний склад населення за даними перепису 2001 року:
| Національність  | Відсоток |
| --------------- | -------- |
| українці        | 84,20%   |
| росіяни         | 14,63%   |
| білоруси        | 0,44%    |
| інші/не вказали | 0,73%    |

### Мова
За даними перепису 1897 року:
| Мова       | Чисельність, осіб | Доля     |
| ---------- | ----------------- | -------- |
| Українська | 4 171             | 89,26 %  |
| Російська  | 465               | 9,95 %   |
| Інші       | 37                | 0,79 %   |
| Разом      | 4 673             | 100,00 % |

Рідна мова населення за даними перепису 2001 року:
| Мова            | Чисельність, осіб | Відсоток |
| --------------- | ----------------- | -------- |
| Українська      | 14 215            | 83,74%   |
| Російська       | 2 694             | 15,87%   |
| Білоруська      | 28                | 0,17%    |
| Болгарська      | 3                 | 0,02%    |
| Вірменська      | 2                 | 0,01%    |
| Румунська       | 2                 | 0,01%    |
| Інші/Не вказали | 32                | 0,18%    |
| Разом           | 16 976            | 100%     |

## Підприємства
- 1893 — Зміївська паперова фабрика (зараз — ТОВ «Кронекс-Україна»);
- 1922 — створена перша сільгоспартіль «Вільний орач»;
- 1923 — Зміївський машинобудівний завод;
- 1943 — почав роботу Зміївський молокозавод (зараз — ТОВ «С-Транс»);
- 1961 — включення Зміївської ГРЕС до числа підприємств раднаргоспу з передачею її до складу Керування «Харківобленерго»;
- 1972 — Електромонтажний завод, що випускає продукцію для потреб електроенергетики;
- 1975 — створення Зміївського експериментально-механічного заводу;
- 1991 — ЗАТ «Завод ЕЛОКС» (зараз — ПрАТ «ЗАВОД ЕЛОКС») виробництво продукції для АЕС, тощо.;
- 1991 — заснування підприємства «Маяк», що випускає опалювальні котли;
- 1997 — початок роботи торгово-виробничого підприємства «Овен», що займається виробництвом копченостей та ковбасних виробів.

## Транспорт
Місто розташоване на залізничній лінії Харків — Кавказ та автошляху обласного значення Харків — Зміїв — Балаклія.

## Наука та освіта

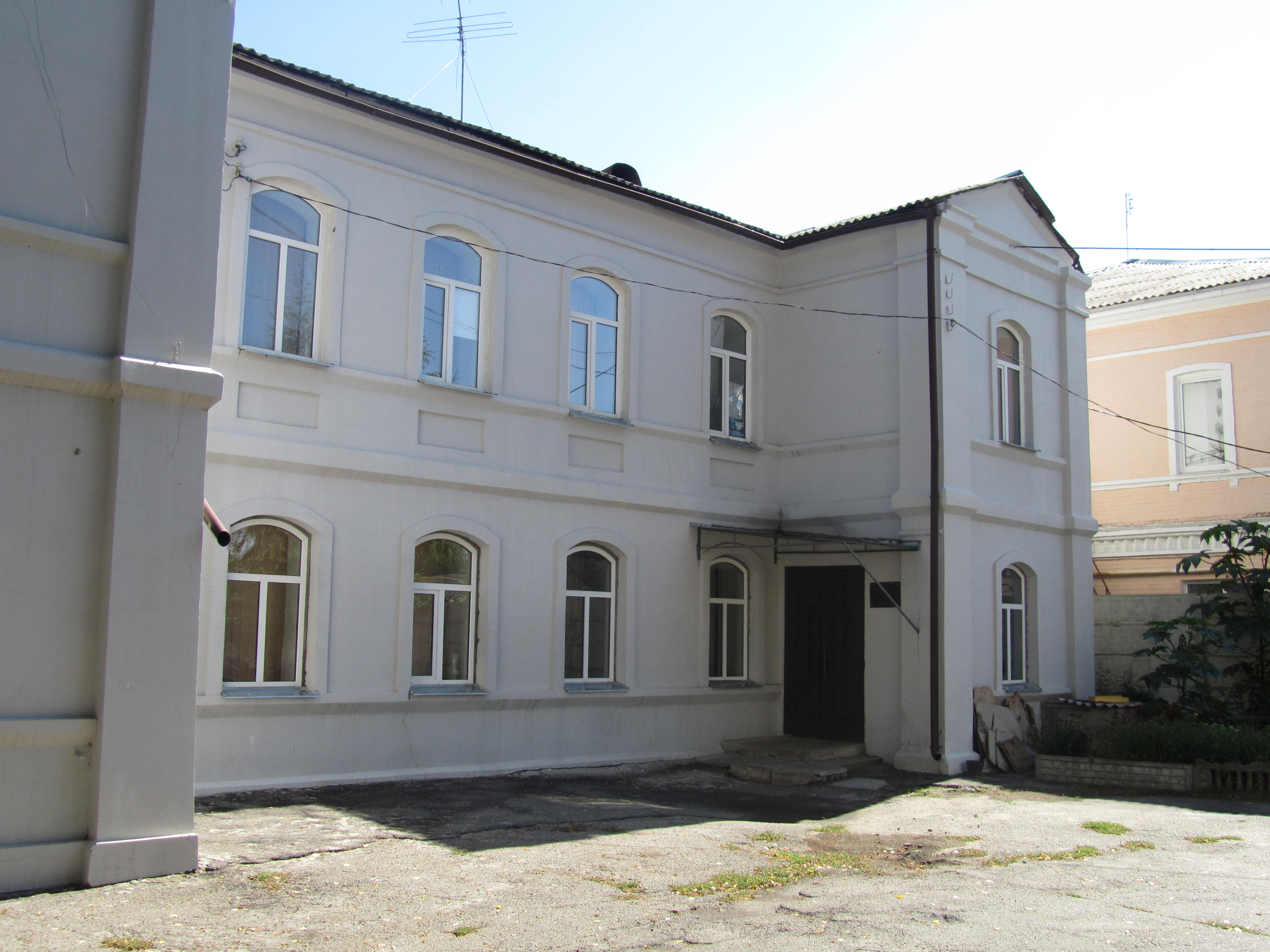
Дитяча музична школа

Наприкінці 19-го століття фауну Зміївського повіту досліджував відомий ентомолог С. О. Мокржецький.
З 2013 року працює Зміївське наукове краєзнавче товариство (офіційна реєстрація 9 квітня 2014 року).
За даними 1995 року у місті функціонувало 6 дитячих садків: «Барвінок», «Берізка», «Зірочка», «Ялинка», «Ромашка» та «Сонечко». На 2014 рік працюють 3 дитячі садочки.

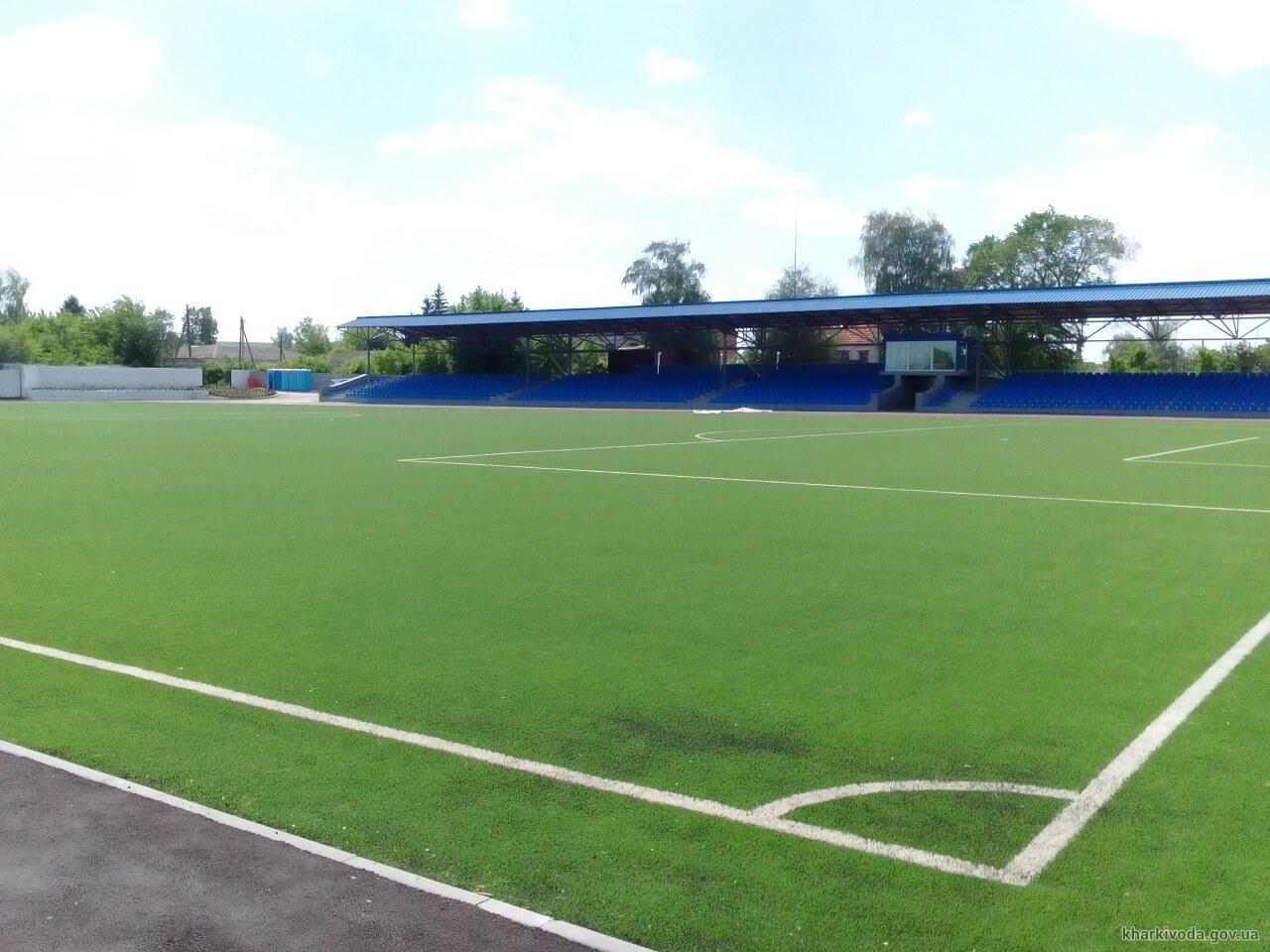
Стадіон "Авангард"

Серед закладів середньої та позашкільної освіти працюють:
- Зміївський ліцей №1 імені З. К. Слюсаренка[25];
- Зміївська школа № 2 [Архівовано 8 листопада 2014 у Wayback Machine.];
- Зміївська дитячо-юнацька спортивна школа [Архівовано 8 листопада 2014 у Wayback Machine.];
- Зміївський навчально-виховний комплекс № 1[26];
- Зміївський навчально-виховний комплекс[26];
- музична школа;
- автошкола;
- Зміївський центр дитячої та юнацької творчості;
- школа-інтернат.

Також у Змієві працюють Зміївська центральна бібліотека та Зміївська районна дитяча бібліотека.

## ЗМІ
- Газета «Аргумент тижня» (рекламно-інформаційна газета Зміївського району);
- Газета «Зміївський кур'єр»;
- Газета «Вісті Зміївщини»[27];
- Газета «Енергетик»;
- Газета «ЗОВ» — Зміївської громадський вісник;
- Телерадіокомпанія «Зміїв — ТБ»;
- Телерадіокомпанія «Зміїв — Медіа».
- Зміївське районне радіомовлення.

## Релігія

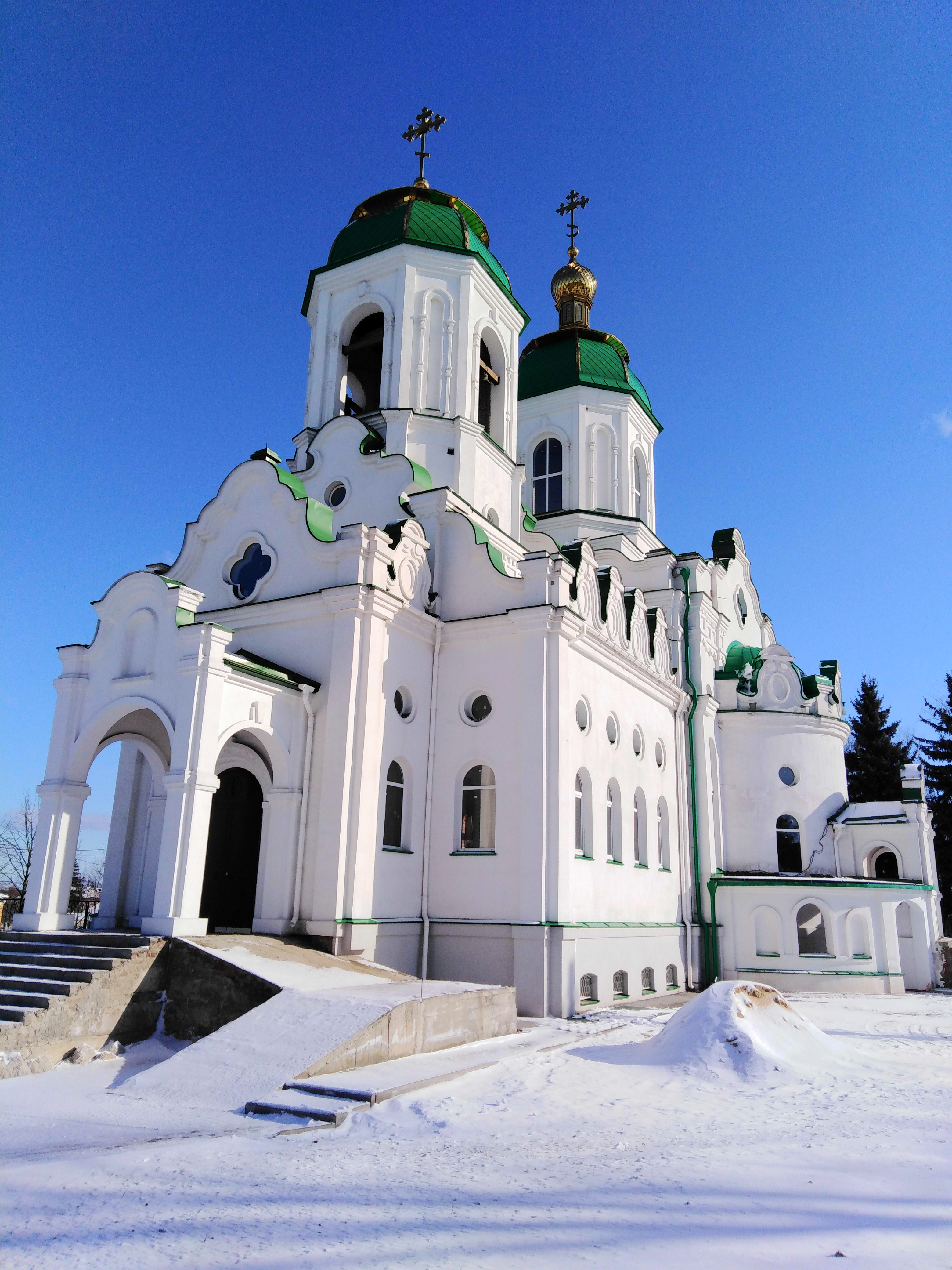
Свято-Троїцький храм у центрі Змієва

### УПЦ (МП)
З 2012 року Зміїв, став центром Зміївського благочинного округу Ізюмської єпархії Української православної церкви (Московського патріархату). Головним храмом благочиння є Свято-Троїцький храм, настоятелем якого є благочинний протоієрей Олександр Белозор.

### Храми та культові споруди міста
- Свято-Миколаївська церква, Українська православна церква (Московський патріархат), Ізюмська єпархія УПЦ (МП), Зміївський благочинний округ УПЦ (МП);
- Свято-Троїцька церква, Українська православна церква (Московський патріархат), Ізюмська єпархія УПЦ (МП), Зміївський благочинний округ УПЦ (МП);
- Свято-Трифонівська церква,Українська православна церква (Московський патріархат), Ізюмська єпархія УПЦ (МП), Зміївський благочинний округ УПЦ (МП);
- Адвентисти сьомого дня;
- Церква «Життя в благодаті» Християн Віри Євангелістської;
- Євангелістські християни-баптисти м. Зміїв;
- Свідки Єгови м. Зміїв;
- «Життя у слові» Християн Віри Євангелістської;

## Кладовища
- Центральне кладовище міста Змієва
- Замостянске кладовище[30]

## Відомі люди
У Змієві народилися:

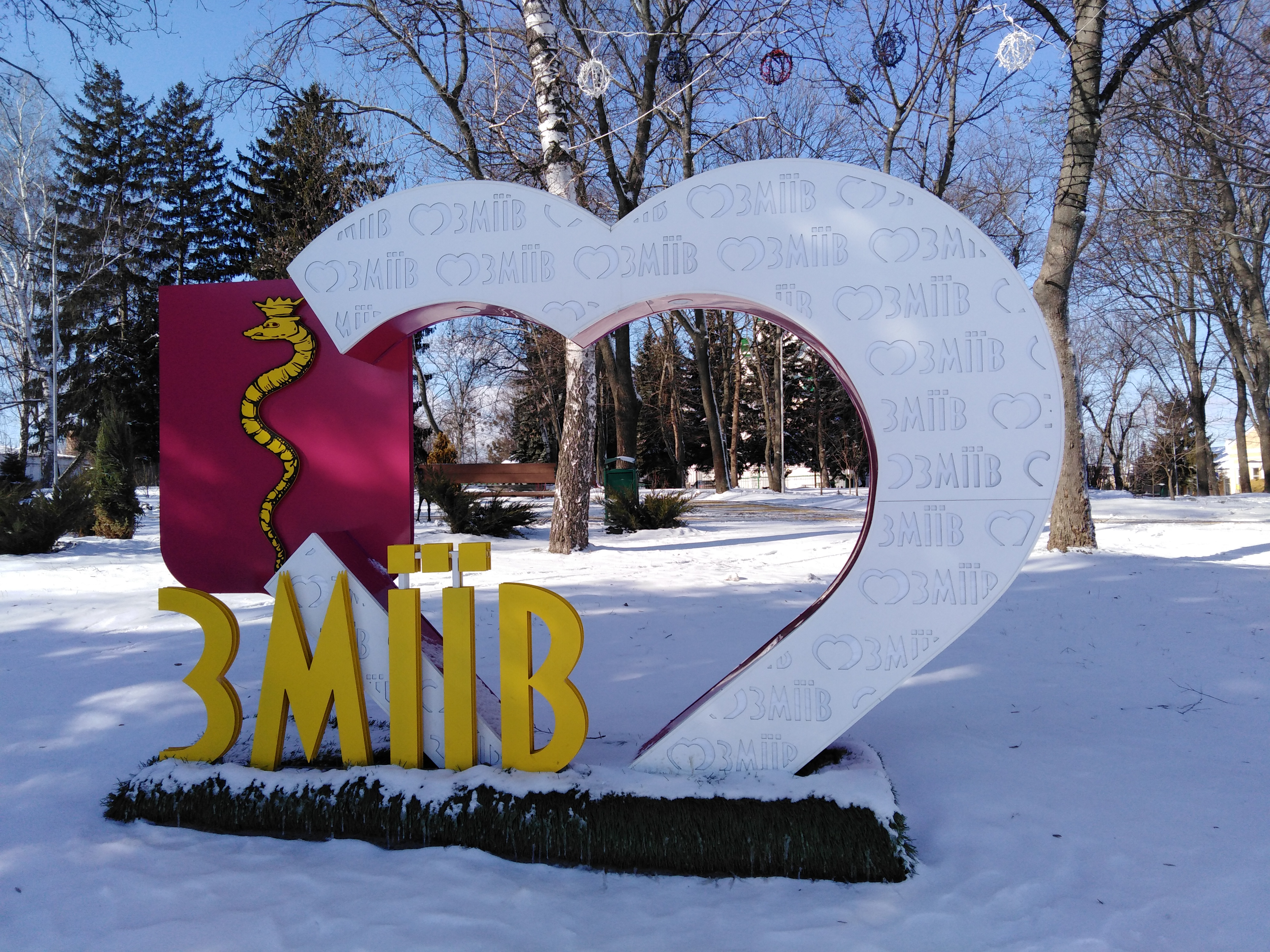
Інсталяція «Я люблю Зміїв»

- Бублій Павло Семенович (1916 — 1997, Харків) — Герой Радянського Союзу (1944).
- Виєзжев Олександр Миколайович (1865—1918) — український живописець.
- Волк Ігор Петрович — космонавт СРСР, Герой Радянського Союзу.
- Іван Дерюгін — олімпійський чемпіон, чемпіон світу з сучасного п'ятиборства (батько Ірини Дерюгіної).
- Іванова Людмила Мстиславівна — кіноактриса, знялася в більш ніж 60 фільмах.
- Кричевська Любов Яківна — поетеса та письменниця сентиментального напряму.
- Половинко Руслан Олександрович — Національний герой Азербайджану.
- Малик Яків Олександрович — співробітник центрального апарату Наркомату закордонних справ СРСР, був послом СРСР у Японії, Великій Британії, працював заступником міністра закордонних справ СРСР.
- Погребняк Петро Степанович — працював заступником начальника головного керування лісового господарства Грузинської РСР, був членом — кореспондентом АН УРСР, дійсним членом АН УРСР, віце—президентом АН УРСР.
- Пустовойт Василь Степанович — відомий селекціонер, лауреат Державної та Ленінської премій, академік, Герой Соціалістичної праці.
- Синякова-Уречіна Марія Михайлівна — живописець, графік, художник книги.
- Захар Карпович Слюсаренко — двічі Герой Радянського Союзу.